# Acibenzolar-S-metil

Acibenzolar-S-metil

Acibenzolar-S-metil (ASM) é um fungicida do grupo químico dos benzothiadiazoles, que tem sido testado como um indutor de resistência em plantas. Não age diretamente sobre o agente patogénico, tendo antes como objetivo ativar naturalmente as defesas da planta, deixando a mesma menos suscetível a doenças e pragas. Deve ser aplicado de forma preventiva, pois ele vai agir sistemicamente, ou seja, vai circular na seiva ativando a resistência da planta de forma generalizada.